# Liste d'outils pour créer des systèmes live USB
Les live USB permettent de créer des clés USB ou des disques dur externes branchés par USB permettant de démarrer un système d'exploitation autonome. Ainsi, les live USB se comportent comme des CD boot, à ceci près que le support n'est pas le même, et que les live USB peuvent parfois être multi-boot, c'est-à-dire proposer un menu permettant de choisir entre plusieurs systèmes d'exploitation.
Cf l'article connexe sur les live USB et les lives CD pour plus de détails sur le fonctionnement des systèmes fonctionnant en live.

## Liste d'outils pour créer des systèmeslive USB
- Cd2usb (Ubuntu)
- dd, utilitaire présent dans la plupart des distributions GNU/Linux.
- Draklive (Mandriva)
- Easy2boot, permet de créer des clés USB multiboot en copiant les ISO sur la clé USB.
- Etcher utilitaire de gravure d'images (zip, img, iso) sur différents supports (clé USB, carte SD, microSD). Logiciel portable pour Linux, Mac OS X, Windows[1].
- Fedora Media Writer (Fedora) pour Linux, Mac OS X, Windows.
- LinuxLive USB Creator (Ubuntu <18.04.5 (08/2020), Fedora, Debian, CentOS…) pour Windows seulement (projet arrêté).
- live-helper (Debian Live)
- Live USB system creator (Ubuntu) pour Linux Ubuntu.
- MultiBootUSB, pour Linux et Windows
- Sardu Multiboot Creator, pour Linux et Windows.
- Rufus, mode persistant, pour Windows seulement, existe en versions installable et portable
- Ubuntu Live USB creator (Ubuntu et Debian) pour Linux Ubuntu.
- UNetbootin (Ubuntu, Fedora, …) pour Linux, Mac OS X, Windows.
- Universal USB Installer (en)
- Ventoy, permet de créer des clés USB multiboot simplement en copiant les ISO à la racine de la clé USB.
- Windows USB/DVD Download Tool (wudt), l'outil de Microsoft sous la licence libre GPLv2 (depuis novembre 2009[2])
- XBoot, permet de télécharger des images d'utilitaires (de dépannage et récupération, des distributions Linux) et offre la possibilité de tester le multiboot avant d'enregistrer sur le support.
- YUMI[3], permet de créer des live USB multiboot (successeur du logiciel MultibootISO), pour Windows et Linux.